# Деде Дмитро Васильович
Дмитро́ Васи́льович Деде (нар. 12 березня 1984 — 28 вересня 2017) — старший прапорщик Державної прикордонної служби України, учасник російсько-української війни.

## Життєпис
Народився 1984 року в селі Єлизаветівка (Тарутинський район, Одеська область). Мешкав з родиною у селі Підгірне Тарутинського району.
Старший прапорщик, дільничний інспектор ДПСУ 1-ї категорії відділу прикордонної служби «Станично-Луганське» Луганського прикордонного загону. В зоні бойових дій з осені 2016 року, до того служив у в/ч 2197 (Білгород-Дністровський прикордонний загін, Південного РУ ДПСУ).
28 вересня 2017 року загинув пополудні під час несення служби у наряді на ділянці відділу — неподалік залізничної станції «Іллєнко» (Станично-Луганський район), за 800 метрів від кордону з РФ, внаслідок підриву на фугасі з «розтяжкою». Тоді ж загинув старшина Сергій Гувір.
Похований у селі Підгірне.
Без Дмитра лишились дружина Марія Миколаївна та двоє дітей — син Денис 2008 р.н. і донька Альбіна.

## Нагороди та вшанування
- указом Президента України № 318/2017 від 11 жовтня 2017 року «за особисту мужність і самовіддані дії, виявлені у захисті державного суверенітету та територіальної цілісності України, зразкового виконання військового обов'язку» — нагороджений орденом «За мужність» III ступеня (посмертно)[1]
- «Почесний громадянин Тарутинської селищної територіальної громади»[2][3].